# Onda monocromatica
Si definisce onda elettromagnetica monocromatica un'onda sinusoidale di frequenza costante {\displaystyle \nu ={\frac {1}{T}}} e durata infinita.

Si può rappresentare in termini di campo elettrico e campo magnetico come:
{\displaystyle {\begin{cases}{\vec {E}}({\vec {r}},t)={\vec {E}}_{0}\cdot \cos({\vec {k}}\cdot {\vec {r}}-\omega t)\\{\vec {B}}({\vec {r}},t)={\vec {B}}_{0}\cdot \cos({\vec {k}}\cdot {\vec {r}}-\omega t)\end{cases}}}
oppure in forma esponenziale:
{\displaystyle {\begin{cases}{\vec {E}}({\vec {r}},t)={\vec {E}}_{0}\cdot e^{j\cdot ({\vec {k}}\cdot {\vec {r}}-\omega t)}\\{\vec {B}}({\vec {r}},t)={\vec {B}}_{0}\cdot e^{j\cdot ({\vec {k}}\cdot {\vec {r}}-\omega t)}\end{cases}}}

## Proprietà
Le formulazioni precedenti non riguardano solamente l'onda monocromatica che si propaga in un mezzo dielettrico perfetto, ma valgono anche nel vuoto sostituendo i campi {\displaystyle {\vec {E}}_{0}\ ,{\vec {B}}_{0}}.
L'onda monocromatica è periodica di periodo T legato alla sua lunghezza d'onda {\displaystyle \lambda } (detta anche periodo spaziale) dalla:
{\displaystyle v={\frac {\lambda }{T}}={\frac {1}{\sqrt {\varepsilon \mu }}}}
che è la velocità di fase cioè la velocità di propagazione dell'onda, nella direzione del vettore d'onda {\displaystyle |{\vec {k}}|={\frac {2\pi }{\lambda }}={\frac {\omega }{v}}} che rappresenta la direzione di propagazione dell'onda, con pulsazione {\displaystyle \omega =2\pi \nu ={\frac {2\pi }{T}}}.
I campi elettrico e magnetico sono ortogonali tra loro, in fase e ortogonali entrambi alla direzione di propagazione:
{\displaystyle {\vec {E}}={\vec {B}}\times {\vec {v}}}
{\displaystyle {\frac {E}{B}}=v={\frac {1}{\sqrt {\varepsilon \mu }}}}

## Energia dell'onda monocromatica
L'energia elettrica associata al campo elettrico e l'energia magnetica associata al campo magnetico valgono:
{\displaystyle u_{E}={\frac {\varepsilon E^{2}}{2}}}
{\displaystyle u_{B}={\frac {B^{2}}{2\mu }}}
da cui si deduce che per ogni onda elettromagnetica l'energia elettrica e magnetica possedute sono uguali.
 
Se introduciamo il vettore di Poynting, sappiamo che il suo flusso attraverso una qualsiasi superficie chiusa che contenga il campo elettromagnetico, rappresenta l'energia elettromagnetica posseduta dall'onda in quella superficie e in particolare il vettore di Poynting rappresenta l'energia nell'unità di superficie, per l'onda monocromatica:
{\displaystyle {\bar {I}}={\frac {E_{0}^{2}}{2Z}}={\frac {E_{eff}^{2}}{Z}}={\frac {E_{0}^{2}}{2}}{\sqrt {\frac {\varepsilon }{\mu }}}={\frac {B_{0}^{2}}{2}}{\sqrt {\frac {\mu }{\varepsilon }}}}
dove {\displaystyle E_{eff}={\frac {E_{0}}{\sqrt {2}}}} è il valore medio o valore efficace del campo elettrico calcolato su un periodo.